# Rose Dougall
Rose Elinor Dougall (nascida em 13 Março de 1986) é uma cantora inglesa de Brighton, Inglaterra, também conhecida pelo seu trabalho na banda The Pipettes e na banda Mark Ronson & The Business International. Atualmente ela também faz performances e grava discos como artista solo.

## Carreira
Rose entrou na banda The Pipettes em 2003 após ser apresentada ao criador da banda Monster Bobby no pub The Basketmakers em Brighton. Com [[The Pipettes], Rose cantou, como voz principal, os singles "Judy" e "Dirty Mind". Durante o seu tempo na banda [[The Pipettes], ela também colaborou com outras bandas inglesas como The Young Playthings, Brakes e Dr Colossus. No dia 18 de Abril de 2008, a banda anunciou a partida de Rose e de Rebecca Stephens da banda.
Depois de sua saída da banda The Pipettes, Rose começou a trabalhar em sua carreira solo. Ela lançou "Another Version of Pop Song]] e "Start/Stop/Synchro" como primeiros singles. Seu primeiro álbum solo, "Without Why", foi lançado no dia 30 de Agosto de 2010.
Rose também colaborou com Mark Ronson & The Business International.

## Vida Pessoal
Rose nasceu em Hampstead em Londres, mas cresceu em Brighton. Ela foi estudante da Camberwell College of Arts.

## Discografia

### Álbuns
- Without Why (2010)

### Singles
- "Another Version of Pop Song" (Dezembro de 2008)
- "Start/Stop/Synchro" (Junho de 2009)
- "Fallen Over" (Novembro de 2009)
- "Find Me Out" (Maio de 2010)